# Yên Phú, Văn Yên
Yên Phú là một xã thuộc huyện Văn Yên, tỉnh Yên Bái, Việt Nam.

## Địa lý
Xã Yên Phú cách trung tâm huyện Văn Yên 10 km về phía bắc, có vị trí địa lý:
- Phía đông xã giáp Yên Hợp
- Phía tây giáp xã Đại Phác
- Phía nam giáp xã Viễn Sơn
- Phía bắc giáp xã An Thịnh.

Xã Yên Phú có diện tích 15,69 km², dân số năm 2019 là 4.408 người, mật độ dân số đạt 228 người/km².

## Hành chính
Xã Yên Phú được chia thành 6 thôn.

## Lịch sử
Ngày 16 tháng 12 năm 1964, Chính phủ ban hành Quyết định số 177-CP, điều chỉnh xã Yên Phú thuộc huyện Trấn Yên về huyện Văn Yên mới thành lập.